# Sin Son-ho
Sin Son-ho (5 de julio de 1948) es un diplomático norcoreano que se desempeñó como representante permanente de Corea del Norte ante la Organización de las Naciones Unidas en Nueva York entre 2008 y 2014.

## Carrera
Se graduó de la Universidad Kim Il-sung en 1972. Ese mismo año, fue designado como tercer secretario de la embajada de Corea del Norte en Egipto, donde se desempeñó hasta 1979. De 1979 a 1983, fue oficial superior en el Ministerio de Relaciones Exteriores, luego, de 1983 a 1986, consejero en la embajada de Corea del Norte en Lesoto. De 1986 a 1990, fue Jefe de División en el Ministerio de Relaciones Exteriores, antes de servir como consejero de la embajada de Corea del Norte en Zimbabue desde 1990 hasta 1995. De 1995 a 1999, fue director Adjunto del ministerio de exteriores.
En 1999 trabajó en la Misión de Corea del Norte ante las Naciones Unidas durante cuatro años antes de regresar a su país para ser nombrado director general del Ministerio de Relaciones Exteriores. Ocupó este cargo hasta mayo de 2008, cuando fue nombrado Representante Permanente ante las Naciones Unidas.
En este cargo se le encomendó la tarea de expresar las posturas norcoreanas sobre el programa nuclear de su país. En octubre de 2008, Sin dijo en una sesión de la Asamblea General que Corea del Norte había desarrollado armas nucleares en respuesta a la amenaza que percibía de los Estados Unidos, pero que había comenzado a desmantelar su aparato nuclear y que apoyaba la desnuclearización de la península coreana. Agregó que su país deseaba un acuerdo de paz para reemplazar el armisticio de la Guerra de Corea, y que Corea del Norte esperaba la eventual reunificación de la península.
Él ha negado que Corea del Norte tenga un problema de derechos humanos.